# Espíritu (banda)
Espíritu fue una banda argentina de rock progresivo formada en Buenos Aires en 1972 que significó uno de los aportes musicales y creativos más importantes para el rock sinfónico-progresivo en español a mediados de 1970, y una de las pocas bandas de la época que cuidaban sus presentaciones con puestas en escena y niveles interpretativos a la altura de los mejores grupos internacionales de aquellos tiempos.

## Historia
La banda fue fundada en 1973 por el guitarrista, compositor, abogado y químico Osvaldo Favrot. Sus primeros dos años transcurrieron de gira y sus presentaciones en vivo eran promocionadas mediante el boca-a-boca y el fugaz paso del conocido multinstrumentista argentino David Lebón, quien desempeñó funciones como tecladista del grupo después de su salida del grupo Color Humano, a finales de 1972. Un año más tarde completaron la formación oficial de la banda el cantante Fernando Bergé, el pianista y tecladista Gustavo Fedel, el bajista Claudio Martínez y el baterista Carlos Goler. 
En 1975 se editó el primer LP de Espíritu bajo el nombre de Crisálida. La obra conceptual fue considerada como una de las mejores del rock sinfónico argentino y es actualmente objeto de culto para coleccionistas de este estilo musical en muchísimos países. Era un álbum con claras influencias de Yes pero con la herencia musical compositiva de la primera generación del rock argentino de la década de 1960. La banda, pues, estaba en su apogeo: excelente respuesta del público y de la prensa con espectaculares actuaciones en vivo, siendo quizás la más memorable aquella que tuviera lugar en el Cine-Teatro Regio de Buenos Aires, el 18 de abril de 1975, aunque significara el alejamiento definitivo del grupo del tecladista Gustavo Fedel y la pérdida del sonido mejor ensamblado y poderoso en toda la historia de Espíritu.
Después de un cambio de formación donde el exintegrante de Los Gatos Ciro Fogliatta reemplazaría a Gustavo Fedel en teclados, su segundo álbum Libre y Natural fue lanzado en el año 1976, en el pico de la producción de rock progresivo en Argentina. La puesta en escena del disco en el Teatro Coliseo fue uno de los acontecimientos más destacados de ese año en el rock argentino, aunque la banda ya nunca volvió a sonar como en los tiempos de Fedel. El agotamiento entre los miembros llevaría a la banda a su ruptura en 1976.
La banda se reunió brevemente en 1982 durante un muy corto periodo de renacimiento del rock progresivo de Argentina, y rápidamente terminó grabando Espíritu. El álbum hizo más énfasis en el jazz-rock, pero también mostró una nueva ola de tendencias provenientes del rock progresivo. La nueva formación de la banda incluía, además de los dos únicos miembros originales, Favrot y Berge, a Ángel Mahler en teclados, Claudio Cicerchia en bajo, Rodolfo Messina en batería y percusión. El 12 de junio de 1982 la banda presentó su disco en el Estadio Obras de la ciudad de Buenos Aires y del cual quedó su registro en el disco Live en Obras. Para entonces el rock argentino se movía rápidamente hacia un sonido más nacional y con identidad propia, que se convertiría en la base de la explosión del rock argentino de forma internacional en los años 80. El disco En Movimiento fue lanzado en 1983. Grabado sin el cantante Fernando Berge, que dejó la banda antes de la grabación, sería Osvaldo Favrot quien asumiría el rol de cantante líder. A pesar de proponer un sonido más pop, alejado del rock sinfónico habitual de la banda, el álbum pasó prácticamente desapercibido para el público y la crítica locales lo que llevaría a la banda a una nueva ruptura ese mismo año.
Sorprendentemente, un totalmente remozado Espíritu regresaría en 2002 y grabó un nuevo álbum de estudio, Fronteras Mágicas, lanzado en 2003. Fue bien recibido por la comunidad del rock progresivo a nivel mundial. Además de su fundador y único músico original, Osvaldo Favrot, completaban la formación su hijo Federico Favrot, Ernesto Romeo, Horacio Ardiles y Pablo Guglielmino. Durante 2004 la banda realizó varias presentaciones en vivo en distintos escenarios, quedando éstas registradas en dos discos en vivo, En Vivo En El Centro Cultural Recoleta grabado el 27 de octubre y Espíritu En Vivo 2004, lanzado en 2005, con temas seleccionados de sus presentaciones en el teatro Santa María y en el teatro ND Ateneo. También durante 2004 se reeditaron en CD, totalmente re-masterizados, sus primeros tres discos de estudio de los años 70 y 80. Espíritu de 1982 fue renombrado como Espíritu III y se le agregaron 3 bonus tracks seleccionadas de su presentación en vivo en el Estadio Obras en 1982.

## Miembros

### Primera formación
- Osvaldo Favrot: guitarra, teclados y coros
- Gustavo Fedel: sintetizadores, órgano y piano
- Fernando Bergé: voz líder
- Claudio Martinez: bajo y coros
- Carlos Goler: batería, percusión y coros

### Segunda formación
- Osvaldo Favrot: guitarra, teclados y coros
- Ciro Fogliatta: sintetizadores, órgano y piano
- Fernando Bergé: voz líder
- Claudio Martinez: bajo y coros
- Carlos Goler: batería, percusión y coros

### Tercera formación
- Osvaldo Favrot: guitarra, teclados y coros
- Angel Mahler: sintetizadores, órgano y piano
- Fernando Bergé: voz líder
- Claudio Cicerchia: bajo y coros
- Rodolfo "Fito" Messina: batería y percusión

### Cuarta formación
- Osvaldo Favrot: guitarra, teclados y voz líder
- Angel Mahler: sintetizadores, órgano y piano
- Claudio Cicerchia: bajo y coros
- Rodolfo "Fito" Messina: batería y percusión

### Quinta formación
- Osvaldo Favrot: guitarra, teclados y coros
- Ernesto Romeo: sintetizadores, órgano y piano
- Federico Favrot: bajo y coros
- Horacio Ardiles: batería, percusión y coros
- Pablo Guglielmino: voz, guitarra y percusión

## Discografía
Álbumes de estudio
- Crisálida (1975) (primera formación)
- Libre y Natural (1976) (segunda formación)
- Espíritu (1982) (tercera formación)
- En movimiento (1983) (cuarta formación)
- Fronteras Mágicas (2003) (quinta formación)

En vivo
- Live en Obras 1982 (tercera formación)
- Espíritu en vivo 2004
- En Vivo En El Centro Cultural Recoleta 2004

Simples
- Hoy siempre hoy (1973)